# تز دوئم -کواین

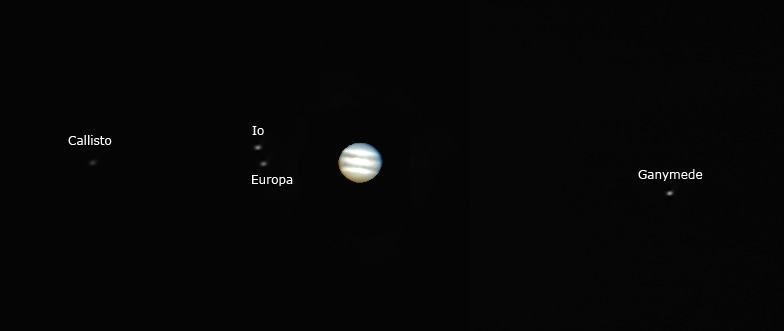
چهار قمر مشتری از طریق یک تلسکوپ کوچک دیده می شوند. مشاهدات آنها توسط گالیله گالیله یک دسته از فرضیه ها را در مورد ماهیت منظومه شمسی پشتیبانی می کند، که مقامات پاپ آن را به نفع یک بسته متفاوت رد کردند.

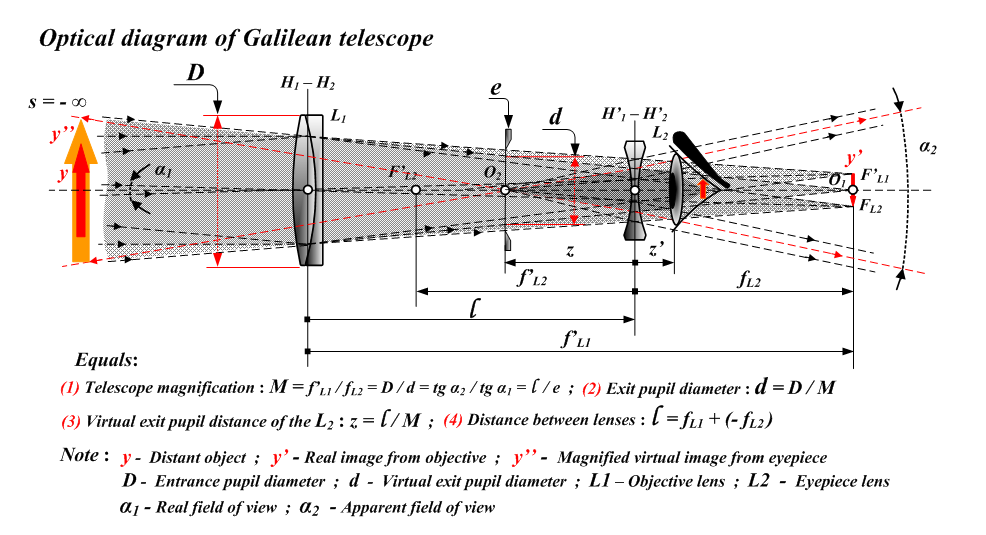
عملکرد اپتیکی هندسی تلسکوپ گالیله به ایجاد تصاویر ساختگی کمک نمی کند. بر این اساس، تصاویر زیر توسط گالیله یکی از دو دسته جایگزین فرضیه را رد می کند.

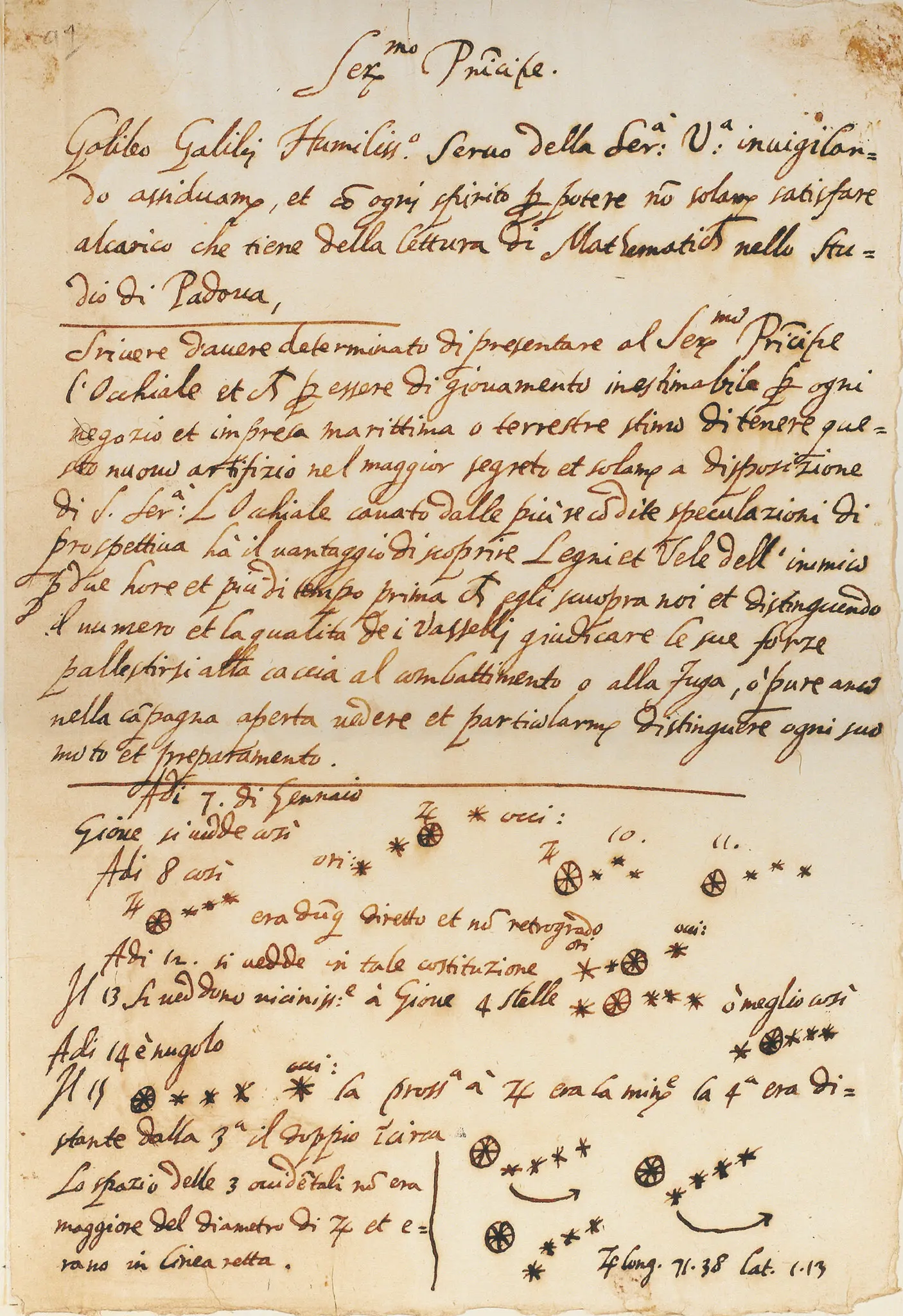
گالیله در این دست نوشته از یک نامه، طرح‌هایی از قمرهای جووین را شامل می‌شود

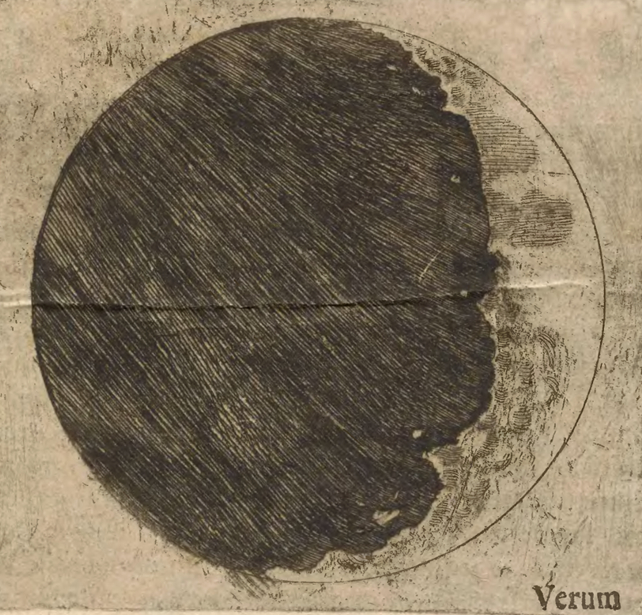
طرح گالیله از کوه های روی ماه داسی شکل، همانطور که در Sidereus Nuncius منتشر شده است.

تز دوئم -کواین که به نام پی‌یر دوئم و ویلارد کواین مسئله دوئم -کواین نیز نامیده می‌شود، این است که در علم آزمایش تجربی یک فرضیه علمی به صورت مجزا غیرممکن است، زیرا آزمون تجربی یک فرضیه به یک یا چند مفروض پس‌زمینه (که به آن‌ها مفروضات کمکی یا فرضیه‌های کمکی نیز گفته می‌شود) نیاز دارد: این تز می‌گوید که ابطال‌های علمی بدون ابهام غیرممکن است. در دهه‌های اخیر مجموعه‌ای از مفروضات مرتبط که از یک پایان‌نامه حمایت می‌کنند، گاهی اوقات مجموعه‌ای از فرضیه‌ها نامیده می‌شوند.

## ماهیت پایان نامه
تز دوئم -کواین استدلال می‌کند که هیچ فرضیه علمی به خودی خود قادر به پیش‌بینی نیست. در عوض، استخراج پیش‌بینی‌ها از فرضیه معمولاً مستلزم پیش‌فرض‌هایی است که چندین فرضیه دیگر درست هستند - اینکه یک آزمایش همانطور که پیش‌بینی می‌شود کار می‌کند، یا اینکه نظریه علمی قبلی دقیق است. به عنوان مثال، به عنوان مدرکی بر ضد این ایده که زمین در حال حرکت است، برخی از مردم اعتراض کردند که پرندگان هر زمان که شاخه درختی را رها کنند به آسمان پرتاب نمی شوند. نظریه‌های بعدی فیزیک و نجوم، مانند مکانیک کلاسیک و نسبیتی، می‌توانند چنین مشاهداتی را بدون تعیین زمین ثابت توضیح دهند، و در زمان مناسبی جایگزین فرضیه‌های کمکی زمین ساکن و شرایط اولیه شدند.
اگرچه مجموعه‌ای از فرضیه‌ها (یعنی یک فرضیه و پیش‌فرض‌های پیش‌زمینه آن) به‌عنوان یک کل می‌توانند در برابر دنیای تجربی آزمایش شوند و در صورت عدم موفقیت در آزمون ابطال شوند، تز دوئم -کواین می‌گوید که جدا کردن یک فرضیه واحد در این بسته غیرممکن است. . یکی از راه‌حل‌های معضلی که دانشمندان با آن روبرو هستند این است که وقتی دلایل منطقی برای قبول پیش‌فرض‌های پیش‌زمینه به‌عنوان درست داشته باشیم (مثلاً نظریه‌های علمی تبیینی همراه با شواهد پشتیبان مربوطه) دلایل منطقی – هرچند غیرقطعی – برای فکر کردن به نظریه مورد آزمایش خواهیم داشت. اگر آزمون تجربی ناموفق باشد، احتمالاً حداقل از یک جهت اشتباه است.

## نمونه ای از نجوم گالیله
کار گالیله گالیله در به کارگیری تلسکوپ در رصدهای نجومی با رد شکاکان با نفوذ مواجه شد. آنها صحت شگفت‌انگیزترین گزارش‌های او، مانند وجود کوه‌ها در ماه و ماهواره‌هایی در اطراف مشتری را تکذیب کردند.  به طور خاص، برخی از فیلسوفان برجسته، به ویژه سزار کرمونینی ، از نگاه کردن از طریق تلسکوپ خودداری کردند، با این استدلال که خود این ابزار ممکن است مصنوعاتی را معرفی کند که توهم کوه ها یا ماهواره هایی را که با چشم غیرمسلح نامرئی هستند ایجاد کند.  نادیده گرفتن چنین احتمالاتی به معنای عدم تعیین است که در آن استدلال برای مصنوعات نوری می‌توان به‌عنوان شایستگی برابر با استدلال‌هایی برای مشاهده اثرات جدید آسمانی به کار برد. بر اساس یک اصل مشابه در دوران مدرن، دیدگاه رایج این است که " ادعاهای خارق العاده مستلزم اثبات غیرعادی هستند."
در اوایل قرن هفدهم، نسخه مدرن تز تز دوئم -کواین فرموله نشده بود، اما اعتراضات عقل سلیم به چنین مفروضات کمکی ضمنی دقیق و موقتی مطرح شد. برای شروع، مکانیسم تلسکوپ‌های (گالیله) از نظر اپتیک هندسی توضیح داده شده بود و ماهیت اجرامی که آنها تصویر می‌کردند سازگار بود. به عنوان مثال، یک دریاچه در دوردست وقتی از طریق تلسکوپ دیده می شود، شبیه درخت نخواهد بود. رفتار تلسکوپ‌ها بر روی زمین هر گونه مبنایی برای این استدلال را رد می‌کند که آنها می‌توانند مصنوعات سیستماتیکی را در آسمان ایجاد کنند، مانند ماهواره‌های ظاهری که به شیوه‌ای قابل پیش‌بینی قمرهای جووین رفتار می‌کنند. شواهد همچنین هیچ مبنایی برای نشان دادن اینکه آنها می‌توانند مصنوعات دقیق‌تر دیگری را ارائه دهند، که اساساً متفاوت از ماهواره‌ها هستند، مانند کوه‌های قمری که سایه‌هایی را ایجاد می‌کنند که به طور مداوم با جهت روشنایی خورشید متفاوت است.
در عمل، سیاست و الهیات آن روز نتیجه اختلاف را تعیین کرد، اما ماهیت مناقشه نمونه بارز این بود که چگونه دسته‌های مختلف فرضیات کمکی (معمولاً ضمنی) می‌توانند از فرضیه‌های متقابل ناسازگار در مورد یک نظریه حمایت کنند. از نظر هر یک از نسخه‌های تز تز دوئم -کواین، لازم است که قابلیت دفاع مفروضات کمکی، همراه با فرضیه اولیه، مورد مطالعه قرار گیرد تا به عملی‌ترین فرضیه کاری برسیم.

## پیر دوئم
همانطور که تز دوهم-کواین ممکن است در فلسفه علم محبوب باشد، در واقع پیر دوهم و ویلارد ون اورمان کواین تزهای بسیار متفاوتی بیان کردند. دوهم معتقد بود که تنها در زمینه فیزیک نمی توان یک فرضیه منفرد را برای آزمایش جدا کرد. او بدون تردید می گوید که نظریه تجربی در فیزیک مانند رشته هایی مانند فیزیولوژی و شاخه های خاصی از شیمی نیست. همچنین، تصور دوهم از «گروه نظری» دارای محدودیت‌هایی است، زیرا او بیان می‌کند که همه مفاهیم از نظر منطقی به یکدیگر مرتبط نیستند. او اصلاً رشته‌های پیشینی مانند منطق و ریاضیات را در گروه‌های نظری فیزیک قرار نداد، زیرا نمی‌توان آنها را آزمایش کرد.

## ویلارد ون اورمان کواین
از سوی دیگر، کواین در « دو جزم تجربه‌گرایی » نسخه بسیار قوی‌تری از عدم تعین در علم ارائه می‌کند. گروه نظری او همه دانش بشری از جمله ریاضیات و منطق را در بر می گیرد. او کل دانش بشری را واحدی با اهمیت تجربی می‌دانست. از این رو، از نظر کواین، تمام دانش ما از نظر معرفت‌شناختی با خدایان یونان باستان که برای توضیح تجربه مطرح شده‌اند، تفاوتی ندارد.
کواین حتی معتقد بود که منطق و ریاضیات را نیز می توان در پرتو تجربه مورد بازنگری قرار داد و منطق کوانتومی را به عنوان شاهدی برای این امر ارائه کرد. سالها بعد او این موضع را پس گرفت. او در کتاب فلسفه منطق خود گفت که تجدید نظر در منطق اساساً «تغییر موضوع» است. در منطق کلاسیک، اتصالات بر اساس مقادیر حقیقت تعریف می شوند. با این حال، اتصالات در یک منطق چند ارزشی، معنای متفاوتی با منطق کلاسیک دارند. در مورد منطق کوانتومی ، حتی منطقی مبتنی بر مقادیر حقیقت نیست، بنابراین اتصالات منطقی معنای اصلی منطق کلاسیک را از دست می دهند. کواین همچنین خاطرنشان می کند که منطق های انحرافی معمولاً فاقد سادگی منطق کلاسیک هستند و چندان ثمربخش نیستند.